# Heinkel He 72
Die Heinkel He 72 Kadett war ein deutsches Schul- und Reiseflugzeug der Ernst Heinkel Flugzeugwerke.

## Geschichte
Die He 72 wurde 1933 durch Paul John Hall als Doppeldecker in Holzbauweise entworfen. Dieser Entwurf ging auf ein Projekt Halls zurück, das er unter der Bezeichnung P1020 für die Bayerischen Flugzeugwerke bis zu deren Konkurs entwickelte. Die Maschine war für den Kunstflug und als Reiseflugzeug verwendbar. Die Musterflugzeuge He 72 A und He 72 B wurden mit einem Argus-As-8-R-Reihenmotor bzw. einem Siemens-Sh-14-Sternmotor ausgestattet. Serienmaschinen erhielten als Motorisierung den Siemens Sh 14. Im Rahmen der Entwicklung der He 172 wurden einige der He 72 mit Townend-Ring-Motorverkleidungen und Radverkleidungen ausgerüstet. Diese bekamen die Bezeichnung „Sonderkadetten“.

## Verwendung
Im Sommer 1934 kam es zu Verhandlungen mit der Schweizer Luftwaffe, um einen Lizenzbau zu vereinbaren. Der Vertrag kam jedoch nicht zustande. 1936 wurden sechs He 72 nach Bulgarien geliefert. Die deutsche Amazonas-Expedition von 1936/37 setzte eine der He 72 mit Schwimmern ein. Diese He 72 D (Werknr.604) mit dem Kennzeichen D-EFON, bewährte sich unter diesen schwierigen Bedingungen. Bei der Luftwaffe war die He 72 eines der meistgenutzten Anfängerschulflugzeuge. Im Mai 1940 waren 629 im Bestand der Luftwaffe, im Januar 1944 waren es noch 417 Exemplare. 1937 kam eine He 72 bei der Erprobung von Start-Hilfsraketen zum Einsatz, diese Start-Hilfsraketen waren mit einem von Hellmuth Walter entwickelten Antrieb ausgestattet. Die Versuche verliefen erfolgreich.

## Produktionszahlen
Die Serienproduktion der He 72 begann bereits im März 1934 und endete im September 1937. Im Dezember 1934 erfolgte der Übergang der Produktion von Heinkel auf Fieseler.
| Jahr  | Heinkel | Fieseler | Summe |
| ----- | ------- | -------- | ----- |
| 1933  | 2       |          | 2     |
| 1934  | 271     | 3        | 274   |
| 1935  |         | 116      | 116   |
| 1936  |         | 262      | 262   |
| 1937  |         | 114      | 114   |
| Summe | 273     | 495      | 768   |

## Konstruktion
Die Rumpfstruktur besteht aus einem Stahlrohrgerüst mit Stoffbespannung. Die Tragwerk-Konstruktion wurde in Holzbauweise mit Stoffbespannung gefertigt. Höhen und Seitenleitwerk waren ebenfalls in Holzbauweise gefertigt. Für das Fahrgestell wurde ein Spornradfahrwerk genutzt. Als Motorisierung kam ein Vierzylinder-Reihenmotor Argus As 8 R mit 150 PS bzw. der Siemens-Sh-14-Sternmotor zum Einsatz.

## Versionen

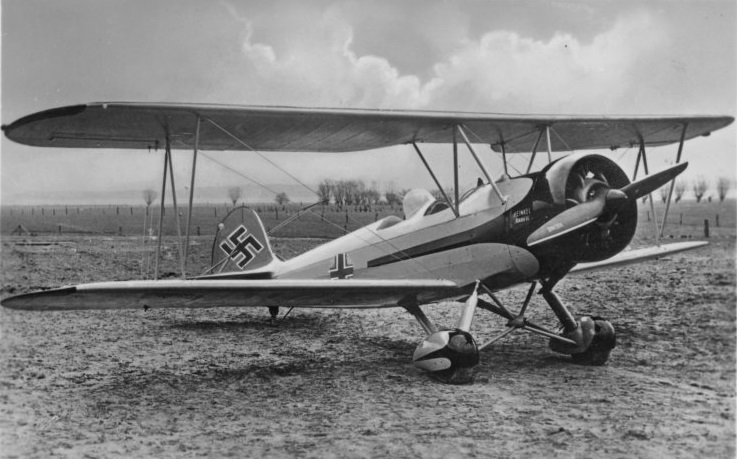
He 72 „Sonderkadett“

- He 72 A: Musterflugzeug mit Vierzylinder-Reihenmotor Argus As 8 R mit 150 PS, 1933
- He 72 B: Musterflugzeug mit Siebenzylinder-Sternmotor Siemens & Halske Sh 14 A mit 160 PS, 1933
- He 72 C: verbesserte Serienversion der He 72 A, 1934
- He 72 D: verbesserte Serienversion der He 72 B, 1934
- He 72 L: (B-Reihe) Serienausführung mit verkleidetem Fahrgestell, Sternmotor BMW-Bramo Sh 14 A mit 160 PS sowie einer Townend-Ring-Motorverkleidung („Sonderkadett“). Einsatz als Schulflugzeug in der Luftwaffe
- He 72 W: Seeausführung mit Schwimmern anstatt Fahrwerk.

## Technische Daten
| Kenngröße             | Daten (He 72 B)                         |
| --------------------- | --------------------------------------- |
| Besatzung             | 2                                       |
| Spannweite            | 9,00 m                                  |
| Länge                 | 7,50 m                                  |
| Höhe in Fluglage      | 2,70 m                                  |
| Flügelfläche          | 20,70 m²                                |
| Leermasse             | 524 kg                                  |
| Zuladung              | 296 kg                                  |
| Startmasse            | 820 kg                                  |
| Triebwerk             | 1 × Siemens Sh 14 A mit 168 PS (124 kW) |
| Brennstoff            | 110 l (90 kg)                           |
| Höchstgeschwindigkeit | 190 km/h in Bodennähe                   |
| Reisegeschwindigkeit  | 160 km/h                                |
| Landegeschwindigkeit  | 77 km/h                                 |
| Steigzeit auf 1000 m  | 3,7 min                                 |
| Dienstgipfelhöhe      | 5000 m                                  |
| Reichweite            | 820 km                                  |